# Jatropha chevalieri
Jatropha chevalieri är en törelväxtart som beskrevs av Lucien Beille. Jatropha chevalieri ingår i släktet Jatropha och familjen törelväxter. Inga underarter finns listade i Catalogue of Life.